# Аарон Гордон
Аарон Еддісон Гордон (англ. Aaron Addison Gordon, нар. 16 вересня 1995, Сан-Хосе, Каліфорнія, США) — американський професійний баскетболіст, легкий форвард і важкий форвард команди НБА «Денвер Наггетс». 

## Ігрова кар'єра
На університетському рівні грав за команду Арізона Вайлдкетс (2013–2014). 
2014 року був обраний у першому раунді драфту НБА під загальним 4-м номером командою «Орландо Меджик». Професійну кар'єру розпочав 2014 року виступами за тих же «Орландо Меджик», захищав кольори команди з Орландо протягом наступних 7 сезонів. Взимку 2016 року взяв участь у конкурсі слем-данків НБА, де у фіналі поступився Заку Лавіну.
14 грудня 2016 року в матчі проти «Лос-Анджелес Кліпперс» набрав рекордні для себе 33 очки. 24 жовтня 2017 року в матчі проти «Брукліна» знову оновив особистий рекорд результативності, набравши 41 очко.
2020 року вдруге у кар'єрі поступився у фіналі конкурсу слем-данків, де переможцем став Деррік Джонс-молодший.
25 березня 2021 року став гравцем «Денвер Наггетс», куди разом з Гері Кларком був обміняний на Гері Гарріса, Ар Джей Гемптона та майбутній драфт-пік першого раунду.

## Особисте життя
Народився у сім'ї Еда Гордона, баскетболіста Державного університету Сан-Дієго, та Шеллі Девіс. Брат форварда Дрю Гордон — також професійний баскетболіст.
У червні 2018 року знявся у епізоді серіалу «Дядько Дрю».
7 квітня 2020 року випустив дебютну пісню під назвою «Pull Up».

## Статистика виступів

### Регулярний сезон
| Сезон             | Команда           | GP  | GS  | MPG  | FG%  | 3P%  | FT%  | RPG | APG | SPG | BPG | PPG  |
| ----------------- | ----------------- | --- | --- | ---- | ---- | ---- | ---- | --- | --- | --- | --- | ---- |
| 2014–15           | «Орландо Меджик»  | 47  | 8   | 17.0 | .447 | .271 | .721 | 3.6 | .7  | .4  | .5  | 5.2  |
| 2015–16           | «Орландо Меджик»  | 78  | 37  | 23.9 | .473 | .296 | .668 | 6.5 | 1.6 | .8  | .7  | 9.2  |
| 2016–17           | «Орландо Меджик»  | 80  | 72  | 28.7 | .454 | .288 | .719 | 5.1 | 1.9 | .8  | .5  | 12.7 |
| 2017–18           | «Орландо Меджик»  | 58  | 57  | 32.9 | .434 | .336 | .698 | 7.9 | 2.3 | 1.0 | .8  | 17.6 |
| 2018–19           | «Орландо Меджик»  | 78  | 78  | 33.8 | .449 | .349 | .731 | 7.4 | 3.7 | .7  | .7  | 16.0 |
| 2019–20           | «Орландо Меджик»  | 62  | 62  | 32.5 | .437 | .308 | .674 | 7.7 | 3.7 | .8  | .6  | 14.4 |
| 2020–21           | «Орландо Меджик»  | 25  | 25  | 29.4 | .437 | .375 | .629 | 6.6 | 4.2 | .6  | .8  | 14.6 |
| 2020–21           | «Денвер Наггетс»  | 25  | 25  | 25.9 | .500 | .266 | .705 | 4.7 | 2.2 | .7  | .6  | 10.2 |
| 2021–22           | «Денвер Наггетс»  | 75  | 75  | 31.7 | .520 | .335 | .743 | 5.9 | 2.5 | .6  | .6  | 15.0 |
| Усього за кар'єру | Усього за кар'єру | 528 | 439 | 28.9 | .460 | .323 | .702 | 6.3 | 2.5 | .7  | .6  | 13.0 |

### Плей-оф
| Сезон             | Команда           | GP | GS | MPG  | FG%  | 3P%  | FT%  | RPG | APG | SPG | BPG | PPG  |
| ----------------- | ----------------- | -- | -- | ---- | ---- | ---- | ---- | --- | --- | --- | --- | ---- |
| 2018–2019         | «Орландо Меджик»  | 5  | 5  | 32.8 | .468 | .400 | .526 | 7.2 | 3.6 | 1.2 | .2  | 15.2 |
| 2020–2021         | «Денвер Наггетс»  | 10 | 10 | 29.9 | .434 | .391 | .640 | 5.4 | 2.0 | .5  | .3  | 11.1 |
| 2021–2022         | «Денвер Наггетс»  | 5  | 5  | 32.0 | .426 | .200 | .714 | 7.2 | 2.6 | .4  | 1.2 | 13.8 |
| Усього за кар'єру | Усього за кар'єру | 20 | 20 | 31.2 | .442 | .345 | .639 | 6.3 | 2.6 | .7  | .5  | 12.8 |